# Beatrice Boepple
Beatrice Boepple est une actrice américaine née le 7 février 1962 à Bennington, Vermont.

## Biographie
Elle interprète Amanda Krueger dans L'Enfant du cauchemar.

## Filmographie

### Cinéma
- 1987 : Étroite Surveillance (Stakeout) de John Badham : Carol Reimers
- 1988 : Randonnée pour un tueur (Shoot to Kill) de Roger Spottiswoode : Nun
- 1989 : L'Enfant du cauchemar (A Nightmare on Elm Street: The Dream Child) de Stephen Hopkins : Amanda Krueger
- 1989 : Quarantine de Charles Wilkinson : Ivan Joad
- 2010 : Never Sleep Again: The Elm Street Legacy (documentaire) de Daniel Farrands et Andrew Kasch : elle-même

### Télévision

#### Séries télévisées
- 1986 : The Beachcombers (en) : Carla Maloff (saison 15, épisode 4 et 5)
- 1987 : 21 Jump Street : Kerri Monroe (saison 1, épisode 9)
- 1989 : Cap Danger (Danger Bay) : Heather Sutherland (saison 6, épisode 1)
- 1991 : Le Ranch de l'espoir (en) (Neon Rider) : Vera Appleton (saison 2, épisode 10)

#### Téléfilms
- 1987 : Christmas Comes to Willow Creek (en) de Richard Lang : Brandy
- 1989 : Matinee de Richard Martin : Sherri